# Чина широколиста
Чина широколиста, горошок широколистий, зілля од дання (Lathyrus latifolius L.) — рослина з роду чина, родини бобових.

## Загальна біоморфологічна характеристика

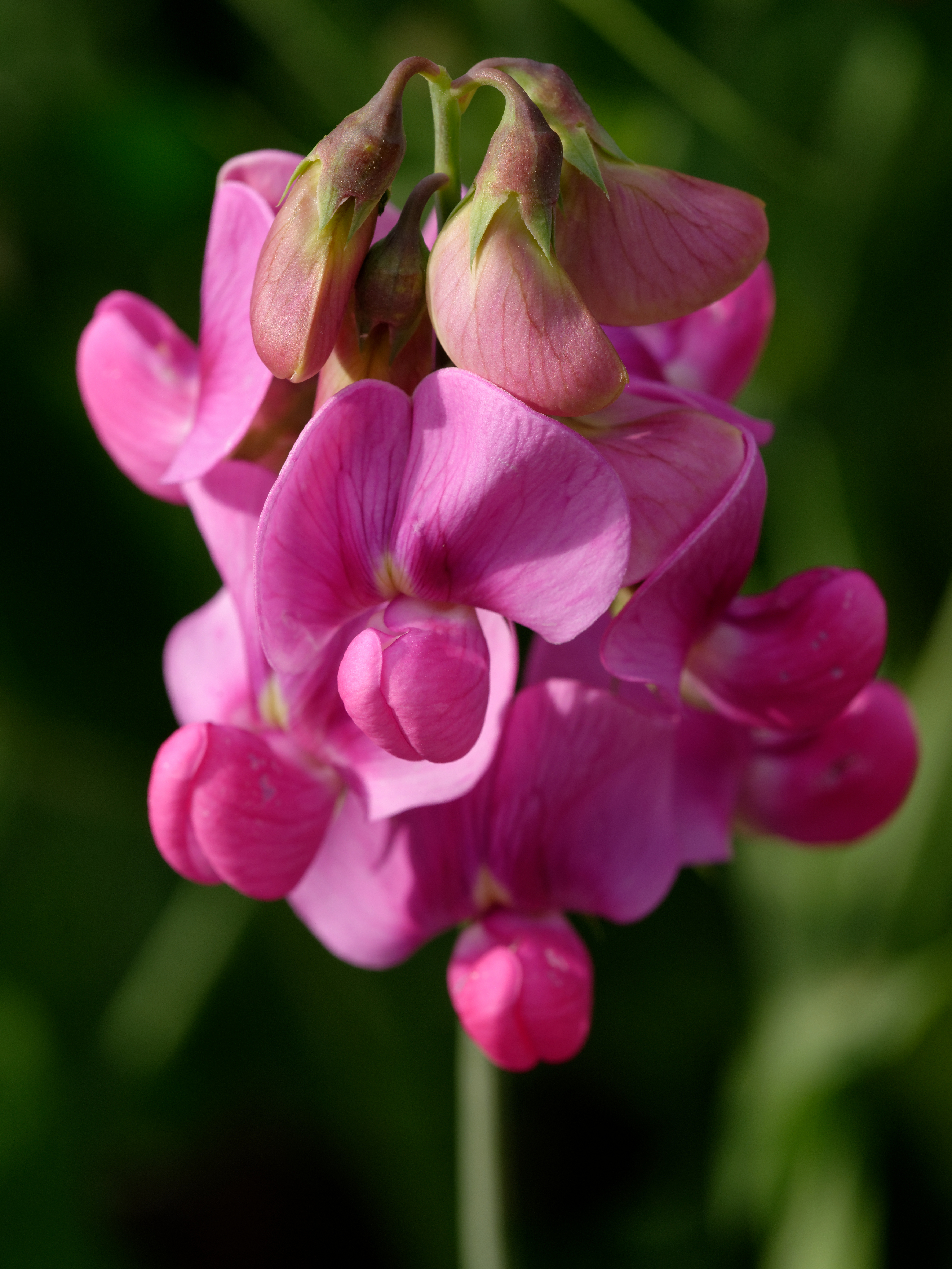
Суцвіття чини широколистої

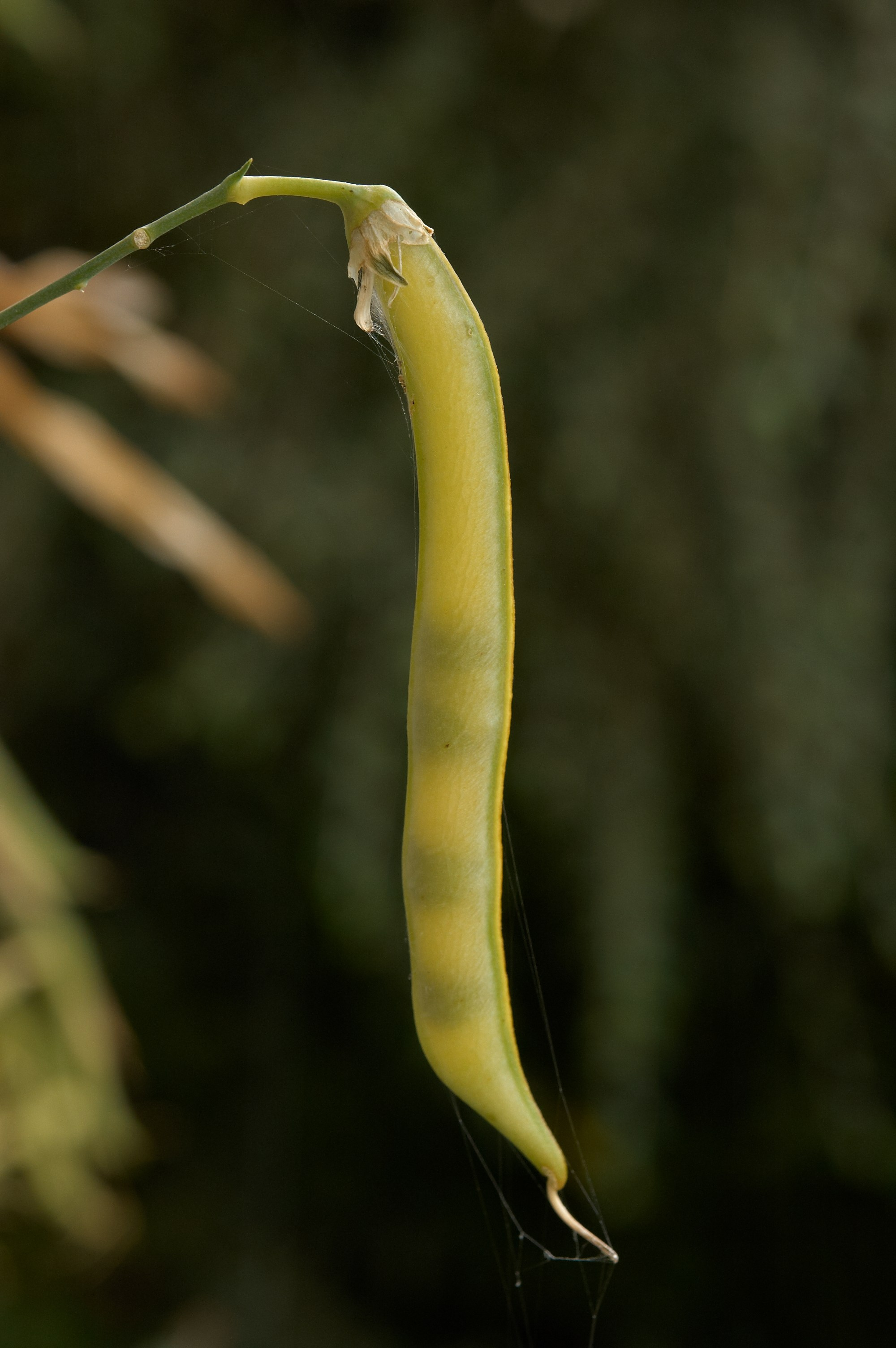
Біб чини широколистої

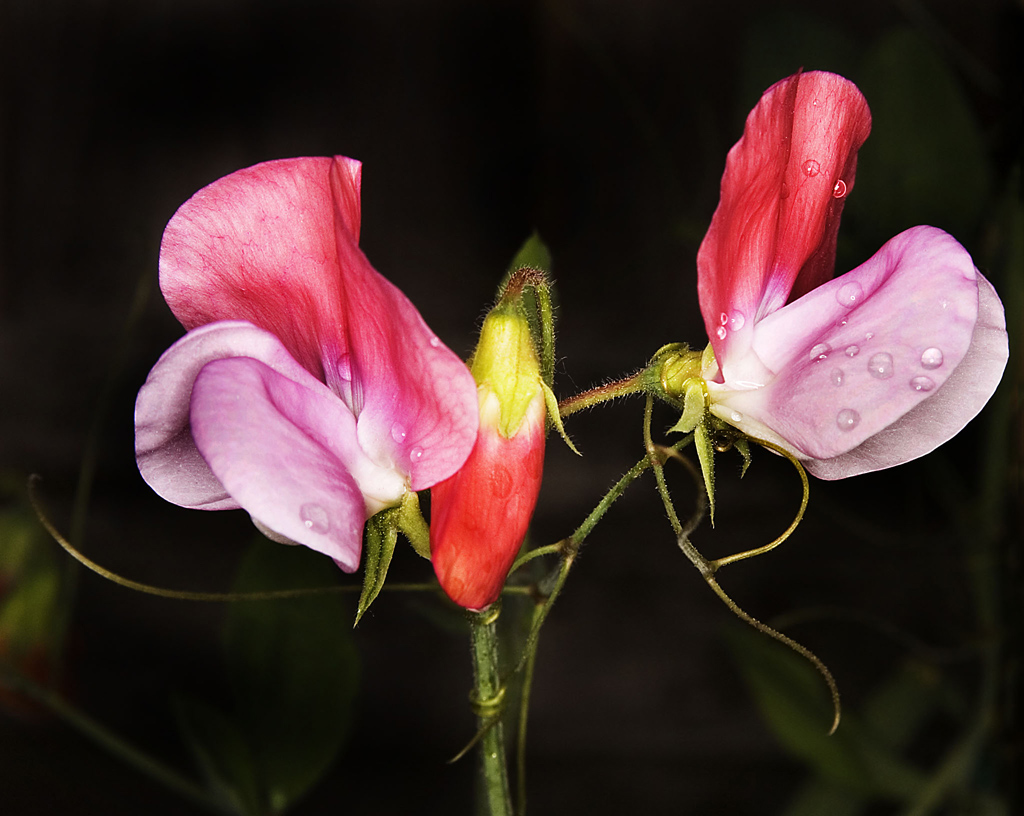
Квіти чини широколистої

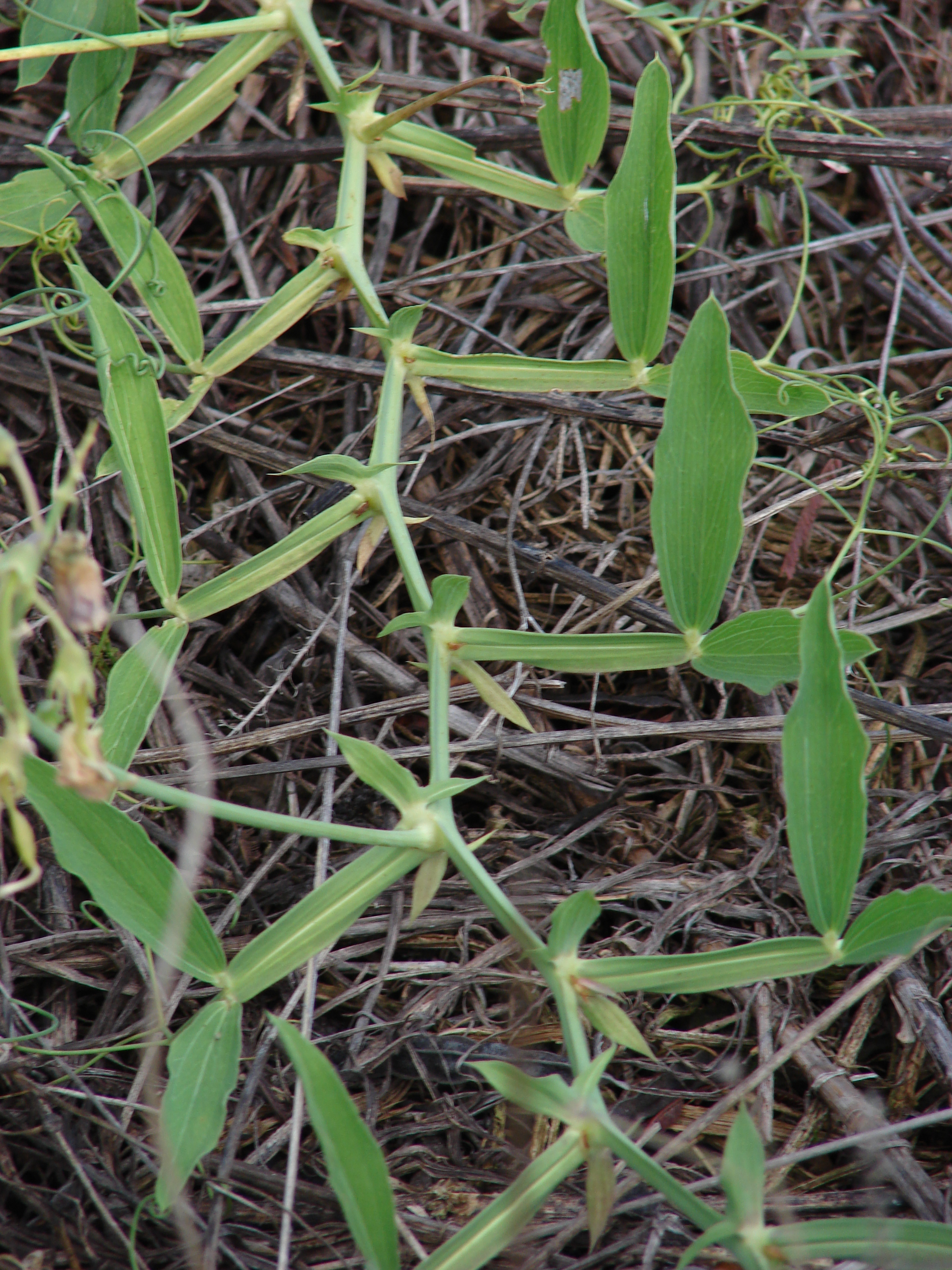
Стебло і листя чини широколистої

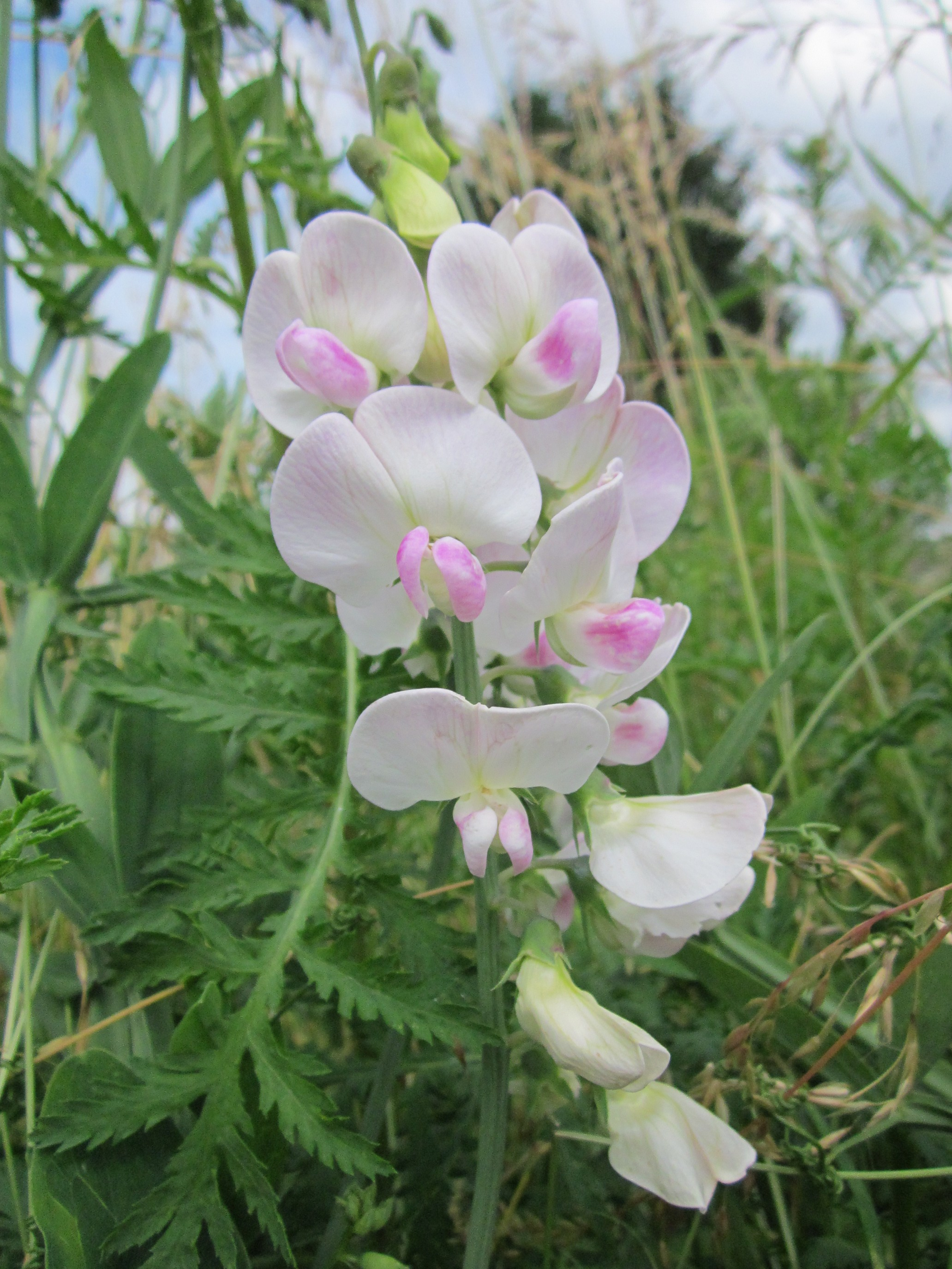
Чина широколиста біля Брухмюльбах-Мізау, Німеччина

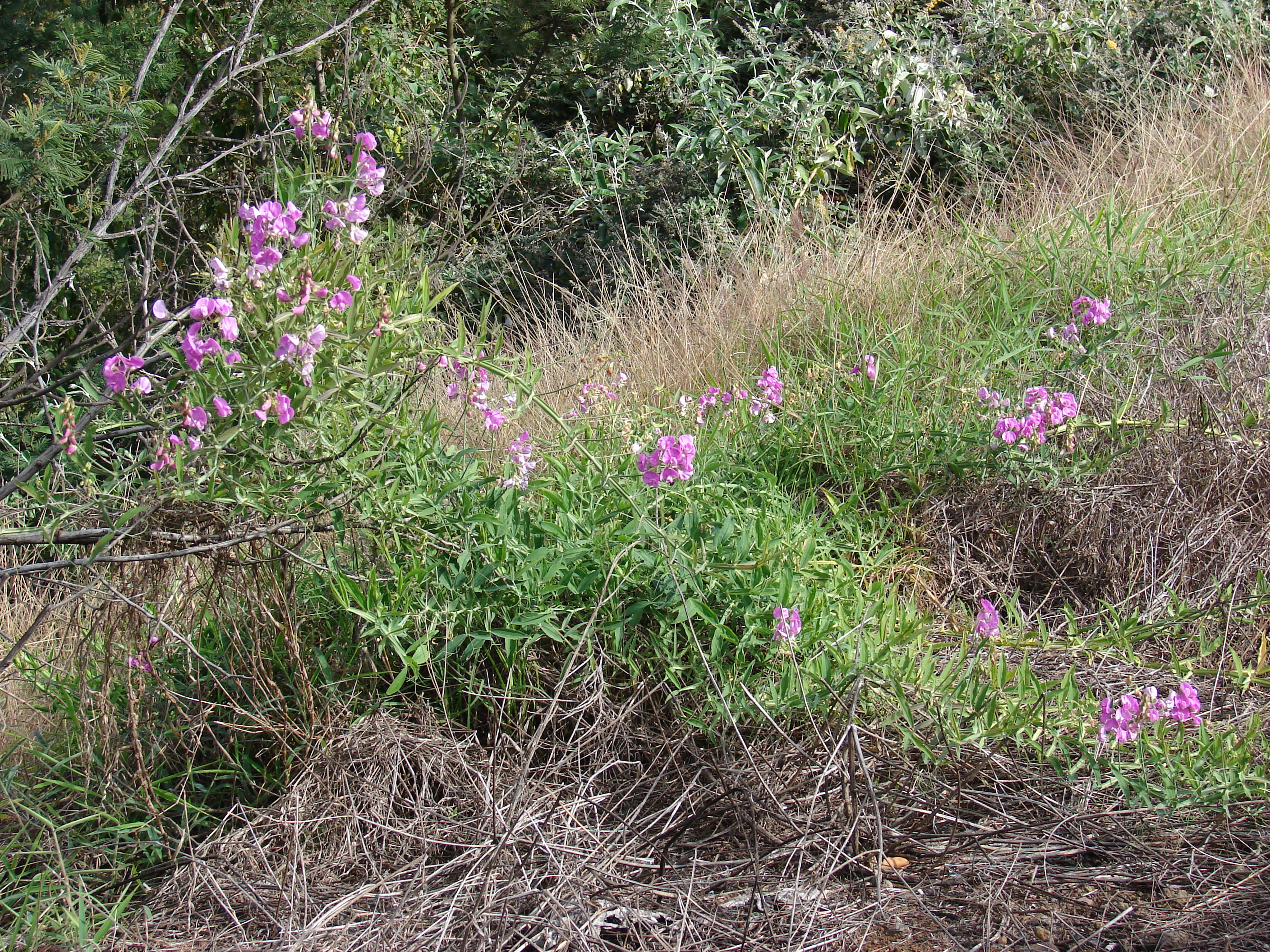
Чина широколиста на острові Мауї, Гаваї, США

Багаторічна рослина 1-2 м заввишки із залягаючим або лазячим стеблом, що чіпляється за допомогою листових вусиків. Стебло двогранне, з двома широкими крилами. Прилистки широколанцетні, напівстрілоподібні, 2-4 см завдовжки, близько 1 см завширшки, з добре вираженими поздовжніми жилками. Черешки ширококрилі. Листова вісь закінчується розгалуженим вусиком. Листя складаються з однієї пари довгасто-овальних листочків 5,5-9 см завдовжки, 1-3 (5) см завширшки, з 3-5 добре вираженими жилками. Листова пластинка закінчується вістрям. Квітконоси товсті, гранисті, довші за листя. Суцвіття — негуста китиця з 3-10 квітками. Квітконіжка однакової довжини з чашечкою. Квітки великі, 2-2,5 см завдовжки, яскраво-червоні. Чашечка широкодзвоникова, верхні зубці трикутно-ланцетні, однакової довжини з трубкою, нижній зубець ланцетно-шилоподібний, довше трубки та інших зубців чашечки. Прапор до основи поступово звужений в короткий нігтик, крила помітно коротші прапора, на вузькому короткому нігтику, човник напівкруглий, на короткому нігтику. Боби довгасто-лінійні, горизонтально відхилені, до основи звужені, 5-6 см завдовжки, близько 1 см завширшки, стислі, з загостреним кінчиком, з трьома поздовжніми шорсткими ребрами по верхньому шву. Стулки бобів з поздовжньо-сітчастим жилкуванням. Насіння кулясте або довгасте, слабо горбкувате. Цвіте в травні-червні, плодоносить у липні.
Число хромосом — 2n = 14.

## Екологія
Росте у листяних лісах, на лісових галявинах і узліссях, у чагарниках.

## Поширення

### Природнийареал
- Африка
  - Північна Африка: Алжир; Марокко; Туніс
- Європа
  - Середня Європа: Австрія; Чехословаччина; Угорщина; Польща; Швейцарія
  - Східна Європа: Україна — Крим
  - Південно-Східна Європа: Албанія; Болгарія; колишня Югославія; Греція; Італія (вкл. Сардинія, Сицилія); Румунія
  - Південно-Західна Європа: Франція (вкл. Корсика); Португалія; Іспанія (вкл. Балеарські острови)

### Ареалнатуралізації
- Австралія
- Північна Америка
  - Канада
  - Мексика

### Культивування
- Азія
  - Китай: Шеньсі
- Європа
- Північна Америка
  - США

## Використання та господарське значення
Добра кормова високобілкова рослина, охоче поїдається худобою. Використовується як декоративна рослина.

## Охорона у природі
Входить до Офіційного переліку регіонально рідкісних рослин Закарпатської області.